# ناپلئون ناتینگ هیل
ناپلئون ناتینگ هیل (انگلیسی: The Napoleon of Notting Hill) رمانی است از جی. کی. چسترتون که در سال ۱۹۰۴ منتشر شد.
وقایع این رمان در لندن ۱۹۸۴ روی می‌دهد. با اینکه داستان رمان در آینده رخ می‌دهد، دنیای آن در واقع یک واقعیت جایگزین از دوران خود چسترتون است که در آن پیشرفتی در فناوری یا تغییری در ساختار طبقاتی جامعه روی نداده‌است. کتاب روایتگر دولتی غیرشخصی است که در آن یک شاه که به صورت تصادفی انتخاب می‌شود در رأس آن قرار دارد.